# نجيمي (تشريح)
النجيمى (بالإنجليزية: Asterion)‏ أو الكويكبة هو نقطة التقاء الدرز ا الصدفي والسهمي والخشائي واللامي.

## التمركز
في علم التشريح البشري، تكون الكويكبة مرئياً، ولهذا يُدعى قياس القحف أو علم قياس القحف(بالإنجليزية: Craniometry)‏ على الجمجمة المكشوفة، خلف [أذن|الأذن]] مباشرة، حيث تلتقي ثلاث المفصل الليفيبدرز لامي، الدرز الصدفي، الدرز القذالي الخشائي الغرز الخيطية السفلية،
أو بمعنى أخر حيث تلتقي ثلاثة عظام في الجمجمة بعظم جداري، عظم قذالي، وجزء منخثرة العظم الصدغي.
النجيمي تكون عند البالغين، تقع على بعد 4 سم و 12 مم فوق مركز مدخل قناة الأذن.

## الأهمية السريرية
يستخدم جراحو الأعصاب هذه النقطة لتوجيه أنفسهم، من أجل التخطيط لدخول آمن إلى الجمجمة لبعض العمليات، مثل أسلوب الشرايين - السينية.

## علم أصل الكلمة
كلمة النجمي أو الكويكبية يعودج إسمها اسمها من اليونانية νον (astērion)، بمعنى «نجم» أو «كويكيبة».
أما عن نقطة مرسيدس هي عبارة عن مصطلح بديل للنجيمية، لتشابهها مع شعار مرسيدس بنز.
عند البالغين، تقع على بعد 4 سم و 12 مم فوق مركز مدخل قناة الأذن.